# Port Colborne
Port Colborne – miasto (ang. city) w Kanadzie, w prowincji Ontario, w regionie Niagara. Miasto jest położone na brzegu jeziora Erie i przecięte przez Kanał Welland.
Miasto zostało założone, gdy kanał został przedłużony do jeziora Erie w 1833 r. Lokalizacja ujścia kanału została wybrana ze względu na korzystnie zlokalizowaną zatokę na jeziorze, a po obu stronach kanału wyrosły zabudowania. Miasto zostało nazwane na cześć Johna Colborne, ówczesnego gubernatora porucznika Górnej Kanady.
Powierzchnia Port Colborne to 123,37 km².
Według danych spisu powszechnego z roku 2001 Port Colborne liczy 18 450 mieszkańców (149,55 os./km²).
Do lat 90. XX wieku w mieście działała huta niklu firmy Inco.
Przez miasto przechodzi Kanał Welland. Znajduje się tu jedna z najdłuższych śluz wodnych na świecie, o długości 420 metrów, służąca do kontroli wahań poziomu jeziora Erie. Na obydwu końcach śluzy kanał przecięty jest mostami zwodzonymi, a bliżej ujścia kanału do jeziora znajduje się most podnoszony.